# DreamHack Winter 2014
DreamHack Winter 2014 (2014 DreamHack SteelSeries Counter Strike: Global Offensive Championship) – międzynarodowy turniej rangi major w grze komputerowej Counter-Strike: Global Offensive, sponsorowany przez wydawcę gry, Valve. W puli nagród ponownie znalazło się 250,000 USD, o które walczyło szesnaście zespołów w szwedzkim mieście Jönköping. Jak się okazało był to najbardziej kontrowersyjny major w historii z kilku powodów m.in. dyskwalifikacji  drużyn, wykorzystania błędów gry w ćwierćfinale czy też wyboru MVP rozgrywek. Zwycięzcą turnieju została francuska drużyna LDLC, która pokonała w finale Ninjas in Pyjamas 2-1. Tytuł najbardziej wartościowego gracza zdobył zawodnik LDLC Vincent Schopenhauer.

## Drużyny
Na turniej zaproszonych zostało osiem zespołów posiadających status Legendy z poprzedniego majora, jednak drużyny Titan i Epsilon eSports zostały zdyskwalifikowane z powodu nałożonych VAC banów na zawodników tych drużyn, a byli to odpowiednio KQLY oraz Sf. Ich miejsce zajęły zwycięskie drużyny z kwalifikacji online, a dokładnie FlipSid3 Tactics i Copenhagen Wolves. Dodatkowo wcześniej na turniej zaproszono dwie drużyny. Jedną z nich była myXMG jako najbardziej konkurencyjna europejska drużyna, a drugą Bravado Gaming z Afryki w celu promowania e-sportu w tej części świata.
| Legendy - Cloud9 - Fnatic - Natus Vincere - Ninjas in Pyjamas - Team Dignitas - Virtus.pro | Drużyny zaproszone - myXMG - Bravado Gaming | Drużyny zakwalifikowane - Copenhagen Wolves - ESC Gaming - FlipSid3 Tactics - HellRaisers - PENTA Sports - Planetkey Dynamics - iBUYPOWER - Team LDLC |

1. ↑  Team LDLC stracił status Legendy po odejściu z drużyny większości zawodników.

## Format rozgrywek
W fazie grupowej drużyny zostały podzielone na cztery czterozespołowe grupy, w których rozegrały mecze na zasadach Best-of-One stosując format GSL. Oznaczało to, że drużyna rozstawiona jako najlepsza w grupie grała mecz z najgorszą, a drugi mecz toczył się między zespołami z miejsc 2 i 3. W następnej kolejce zwycięzcy rozgrywali między sobą mecz, który decydował o awansie, tak samo jak w meczu przegranych rozstrzygało się kto odpada z turnieju. W ostatniej, trzeciej turze spotkań grały drużyny posiadające na koncie 1 wygraną jak i 1 przegraną. Zwycięzca tego meczu awansował do play-offów z drugiego miejsca, a przegrany odpadał.
W fazie play-off zagrało 8 najlepszych zespołów, gdzie zwycięzca grupy grał z drużyną, która zajęła drugie miejsce. Dodatkowo drużyny z tych samych grup rozlokowano tak, aby mogły się ze sobą spotkać dopiero w finale. Mecze rozgrywano na zasadach Best-of-Three w systemie pojedynczej eliminacji.

### Pula map
W puli znalazło się 7 map, na których można było rozgrywać mecze. W fazie grupowej drużyny banowały na przemian po dwie mapy, a system spośród trzech pozostałych losował jedną mapę, na której rozgrywano mecz, natomiast w fazie pucharowej najpierw banowano po jednej mapie, dalej wybierano po jednej na której drużyny chciały grać, a na końcu system spośród trzech pozostałych losował mapę decydującą. Dostępnymi mapami były: 
- Cache
- Cobblestone
- Dust II
- Inferno
- Mirage
- Nuke
- Overpass

## Faza grupowa

### Grupa A
| Poz.             | Drużyna        | W | P | WR | PR | RR  | Pkt. |
| ---------------- | -------------- | - | - | -- | -- | --- | ---- |
| 1                | HellRaisers    | 2 | 0 | 32 | 19 | +13 | 6    |
| 2                | Fnatic         | 2 | 1 | 46 | 23 | +23 | 6    |
| 3                | Cloud9         | 1 | 2 | 26 | 33 | -7  | 3    |
| 4                | Bravado Gaming | 0 | 2 | 3  | 32 | -29 | 0    |
| Źródło: hltv.org |                |   |   |    |    |     |      |

| Drużyna | Wynik | Mapa    | Wynik | Drużyna        |
| ------- | ----- | ------- | ----- | -------------- |
| Fnatic  | 16    | Mirage  | 2     | Bravado Gaming |
| Cloud9  | 5     | Inferno | 16    | HellRaisers    |
| Fnatic  | 14    | Mirage  | 16    | HellRaisers    |
| Cloud9  | 16    | Cache   | 1     | Bravado Gaming |
| Fnatic  | 16    | Dust II | 5     | Cloud9         |

### Grupa B
| Poz.             | Drużyna           | W | P | WR | PR | RR  | Pkt. |
| ---------------- | ----------------- | - | - | -- | -- | --- | ---- |
| 1                | Team Dignitas     | 2 | 0 | 32 | 16 | +16 | 6    |
| 2                | PENTA Sports      | 2 | 1 | 41 | 41 | +0  | 6    |
| 3                | iBUYPOWER         | 1 | 2 | 36 | 36 | +0  | 3    |
| 4                | Copenhagen Wolves | 0 | 2 | 16 | 32 | -16 | 0    |
| Źródło: hltv.org |                   |   |   |    |    |     |      |

| Drużyna       | Wynik | Mapa    | Wynik | Drużyna           |
| ------------- | ----- | ------- | ----- | ----------------- |
| Team Dignitas | 16    | Nuke    | 9     | PENTA Sports      |
| iBUYPOWER     | 16    | Nuke    | 4     | Copenhagen Wolves |
| Team Dignitas | 16    | Nuke    | 7     | iBUYPOWER         |
| PENTA Sports  | 16    | Dust II | 12    | Copenhagen Wolves |
| iBUYPOWER     | 13    | Inferno | 16    | PENTA Sports      |

### Grupa C
| Poz.             | Drużyna            | W | P | WR | PR | RR  | Pkt. |
| ---------------- | ------------------ | - | - | -- | -- | --- | ---- |
| 1                | Team LDLC          | 2 | 0 | 32 | 17 | +15 | 6    |
| 2                | Ninjas in Pyjamas  | 2 | 1 | 41 | 36 | +5  | 6    |
| 3                | ESC Gaming         | 1 | 2 | 33 | 45 | -12 | 3    |
| 4                | Planetkey Dynamics | 0 | 2 | 15 | 32 | -17 | 0    |
| Źródło: hltv.org |                    |   |   |    |    |     |      |

| Drużyna           | Wynik | Mapa        | Wynik | Drużyna            |
| ----------------- | ----- | ----------- | ----- | ------------------ |
| Ninjas in Pyjamas | 16    | Overpass    | 2     | Planetkey Dynamics |
| Team LDLC         | 16    | Cobblestone | 4     | ESC Gaming         |
| Ninjas in Pyjamas | 13    | Overpass    | 16    | Team LDLC          |
| ESC Gaming        | 16    | Mirage      | 13    | Planetkey Dynamics |
| Ninjas in Pyjamas | 16    | Cache       | 13    | ESC Gaming         |

### Grupa D
| Poz.             | Drużyna          | W | P | WR | PR | RR  | Pkt. |
| ---------------- | ---------------- | - | - | -- | -- | --- | ---- |
| 1                | Virtus.pro       | 2 | 0 | 32 | 4  | +28 | 6    |
| 2                | Natus Vincere    | 2 | 1 | 37 | 39 | -2  | 6    |
| 3                | FlipSid3 Tactics | 1 | 2 | 39 | 46 | -7  | 3    |
| 4                | myXMG            | 0 | 2 | 13 | 32 | -19 | 0    |
| Źródło: hltv.org |                  |   |   |    |    |     |      |

| Drużyna          | Wynik | Mapa     | Wynik | Drużyna          |
| ---------------- | ----- | -------- | ----- | ---------------- |
| Virtus.pro       | 16    | Inferno  | 2     | myXMG            |
| Natus Vincere    | 16    | Mirage   | 8     | FlipSid3 Tactics |
| Virtus.pro       | 16    | Nuke     | 2     | Natus Vincere    |
| FlipSid3 Tactics | 16    | Mirage   | 11    | myXMG            |
| Natus Vincere    | 19    | Overpass | 15    | FlipSid3 Tactics |

## Faza pucharowa

### Drabinka
|  | Ćwierćfinały      | Ćwierćfinały      | Ćwierćfinały  |               |                   | Półfinały         | Półfinały | Półfinały |  |  | Finał | Finał | Finał |  |
|  |                   |                   |               |               |                   |                   |           |           |  |  |       |       |       |  |
|  | HellRaisers       | HellRaisers       | 0             |               |                   |                   |           |           |  |  |       |       |       |  |
|  | HellRaisers       | HellRaisers       | 0             |               |                   |                   |           |           |  |  |       |       |       |  |
|  | Ninjas in Pyjamas | Ninjas in Pyjamas | 2             |               |                   |                   |           |           |  |  |       |       |       |  |
|  | Ninjas in Pyjamas | Ninjas in Pyjamas | 2             |               | Ninjas in Pyjamas | Ninjas in Pyjamas | 2         |           |  |  |       |       |       |  |
|  |                   |                   |               |               | Ninjas in Pyjamas | Ninjas in Pyjamas | 2         |           |  |  |       |       |       |  |
|  |                   |                   | Virtus.pro    | Virtus.pro    | 1                 |                   |           |           |  |  |       |       |       |  |
|  | Virtus.pro        | Virtus.pro        | Virtus.pro    | Virtus.pro    | 1                 | 2                 |           |           |  |  |       |       |       |  |
|  | Virtus.pro        | Virtus.pro        |               |               |                   |                   |           |           |  |  |       |       |       |  |
|  | PENTA Sports      | PENTA Sports      | 0             |               |                   |                   |           |           |  |  |       |       |       |  |
|  | PENTA Sports      | PENTA Sports      | 0             |               | Ninjas in Pyjamas | Ninjas in Pyjamas | 1         |           |  |  |       |       |       |  |
|  |                   |                   |               |               |                   |                   |           |           |  |  |       |       |       |  |
|  |                   |                   | Team LDLC     | Team LDLC     | 2                 |                   |           |           |  |  |       |       |       |  |
|  | Team LDLC         | Team LDLC         | Team LDLC     | Team LDLC     | 2                 | 2                 |           |           |  |  |       |       |       |  |
|  | Team LDLC         | Team LDLC         |               |               |                   |                   |           |           |  |  |       |       |       |  |
|  | Fnatic            | Fnatic            | 1             |               |                   |                   |           |           |  |  |       |       |       |  |
|  | Fnatic            | Fnatic            | 1             |               | Team LDLC         | Team LDLC         | 2         |           |  |  |       |       |       |  |
|  |                   |                   |               |               | Team LDLC         | Team LDLC         | 2         |           |  |  |       |       |       |  |
|  |                   |                   | Natus Vincere | Natus Vincere | 0                 |                   |           |           |  |  |       |       |       |  |
|  | Team Dignitas     | Team Dignitas     | Natus Vincere | Natus Vincere | 0                 | 0                 |           |           |  |  |       |       |       |  |
|  | Team Dignitas     | Team Dignitas     |               |               |                   |                   |           |           |  |  |       |       |       |  |
|  | Natus Vincere     | Natus Vincere     | 2             |               |                   |                   |           |           |  |  |       |       |       |  |

Źródło: hltv.org

### Ćwierćfinały
| Drużyna       | Wynik | Mapa        | Wynik | Drużyna           |
| ------------- | ----- | ----------- | ----- | ----------------- |
| HellRaisers   | 5     | Dust II     | 16    | Ninjas in Pyjamas |
| HellRaisers   | 6     | Inferno     | 16    | Ninjas in Pyjamas |
| HellRaisers   | -     | Overpass    | -     | Ninjas in Pyjamas |
| Virtus.pro    | 16    | Cache       | 9     | PENTA Sports      |
| Virtus.pro    | 16    | Mirage      | 5     | PENTA Sports      |
| Virtus.pro    | -     | Nuke        | -     | PENTA Sports      |
| Team LDLC     | 16    | Dust II     | 10    | Fnatic            |
| Team LDLC     | 8     | Cache       | 16    | Fnatic            |
| Team LDLC     | W     | Overpass    | P     | Fnatic            |
| Team Dignitas | 3     | Cobblestone | 16    | Natus Vincere     |
| Team Dignitas | 13    | Mirage      | 16    | Natus Vincere     |
| Team Dignitas | -     | Overpass    | -     | Natus Vincere     |

### Półfinały
| Drużyna           | Wynik | Mapa     | Wynik | Drużyna       |
| ----------------- | ----- | -------- | ----- | ------------- |
| Ninjas in Pyjamas | 22    | Nuke     | 20    | Virtus.pro    |
| Ninjas in Pyjamas | 9     | Cache    | 16    | Virtus.pro    |
| Ninjas in Pyjamas | 16    | Inferno  | 8     | Virtus.pro    |
| Team LDLC         | 16    | Inferno  | 11    | Natus Vincere |
| Team LDLC         | 16    | Dust II  | 11    | Natus Vincere |
| Team LDLC         | -     | Overpass | -     | Natus Vincere |

### Finał
| Drużyna           | Wynik | Mapa     | Wynik | Drużyna   |
| ----------------- | ----- | -------- | ----- | --------- |
| Ninjas in Pyjamas | 10    | Dust II  | 16    | Team LDLC |
| Ninjas in Pyjamas | 16    | Inferno  | 4     | Team LDLC |
| Ninjas in Pyjamas | 16    | Overpass | 19    | Team LDLC |

## Ranking końcowy
| Miejsce          | Drużyna            | Nagroda  | Skład                                       | Trener    |
| ---------------- | ------------------ | -------- | ------------------------------------------- | --------- |
| 1.               | Team LDLC          | $100,000 | Happy, kioShiMa, NBK, shox, SmithZz         | MoMan     |
| 2.               | Ninjas in Pyjamas  | $50,000  | f0rest, friberg, GeT RiGhT, Maikelele, Xizt | pita      |
| 3.–4.            | Natus Vincere      | $22,000  | Edward, Guardian, seized, starix, Zeus      |           |
| 3.–4.            | Virtus.pro         | $22,000  | byali, NEO, pashaBiceps, Snax, TaZ          |           |
| 5.–8.            | Fnatic             | $10,000  | flusha, JW, KRiMZ, olofmeister, pronax      | Devilwalk |
| 5.–8.            | HellRaisers        | $10,000  | ANGE1, Dosia, kUcheR, markeloff, s1mple     | Blad3     |
| 5.–8.            | PENTA Sports       | $10,000  | Denis, fel1x, kRYSTAL, r0bs3n, Spidii       |           |
| 5.–8.            | Team Dignitas      | $10,000  | cajunb, dev1ce, dupreeh, FeTiSh, Xyp9x      | 3k2       |
| 9.–12.           | Cloud9             | $2,000   | n0thing, Semphis, sgares, ShahZam, shroud   |           |
| 9.–12.           | ESC Gaming         | $2,000   | innocent, MINISE, mouz, rallen, SZPERO      |           |
| 9.–12.           | Flipsid3 Tactics   | $2,000   | BENDJI, berg, Dumas, twist, zende           |           |
| 9.–12.           | iBUYPOWER          | $2,000   | AZK, desi, nitr0, Skadoodle, swag           | Irukandji |
| 13.–16.          | Bravado Gaming     | $2,000   | bLacKpoisoN, Cent, Detrony, deviaNt, Racno  |           |
| 13.–16.          | Copenhagen Wolves  | $2,000   | cadiaN, gla1ve, Kjaerbye, Pimp, tenzki      |           |
| 13.–16.          | myXMG              | $2,000   | AcilioN, Friis, HUNDEN, MSL, smF            |           |
| 13.–16.          | Planetkey Dynamics | $2,000   | alexRr, nex, stavros, strux1, Troubley      |           |
| Źródło: hltv.org |                    |          |                                             |           |